# Leonardo d'Alagon
Pour les articles homonymes, voir Alagon (homonymie).
Leonardo d'Alagon ou Alagón ou de Alagón (né à Oristano en 1436 – mort à Xàtiva, 1494) fut le dernier marquis d'Oristano de 1470 à 1478.

## Origine
En 1470, à la suite de la mort de Salvatore Cubello, marquis d'Oristano, descendant en ligne masculine du Juge Ugone II d'Arborée, la totalité de son fief revient à l'héritier désigné dans son testament, Leonardo d'Alagon, premier né des huit enfants de sa sœur Benedetta Cubello et du noble Artaldo Alagón y Luna, seigneur de Pina de Ebro, Sástago et d'autres lieux. Artaldo qui descendait lui-même des premiers « ricos hombres » aragonais implantés dans l'île, s'était déjà rebellé contre la couronne: en 1410 à  la tête de quatre navires avec Cassiano Doria, il s'empare de Longone défendu par les aragonais. Le marquis  Leonardo épouse Maria Linan de Morillo, qui lui donne quatre fils qui n'auront pas d'héritier et deux filles,.

## Marquis d'Oristano et comte de Gocìano

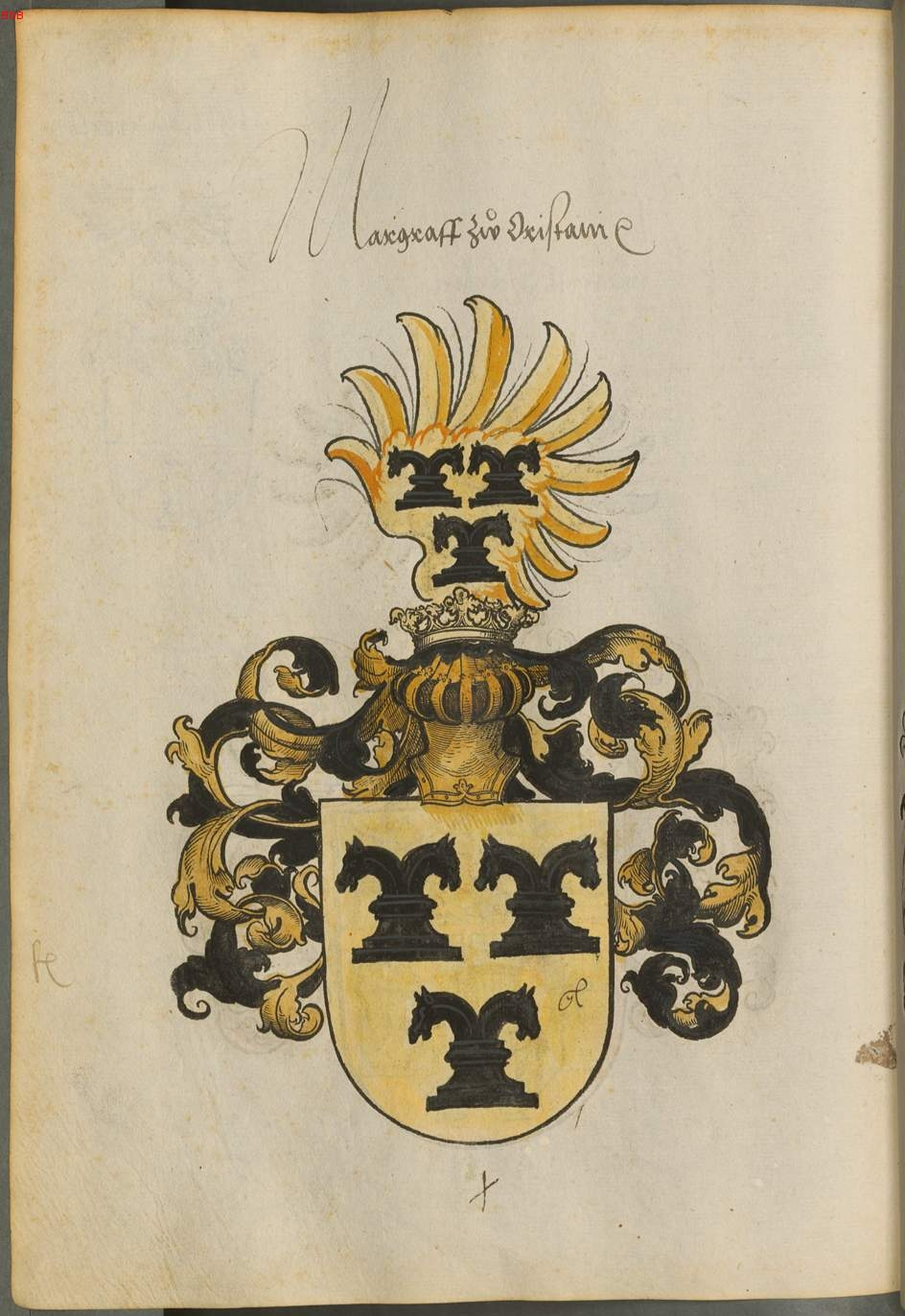
Armoiries du marquisat d' Oristano

Cette succession rendue suspecte du fait du comportement de rebelle de son père Artaldo, est contestée militairement par le Vice-roi de Sardaigne, Nicolò Carroz d'Arborée, seigneur de Mandas et de Terranova Pausania, qui ambitionnant de s'emparer de vastes domaines, assurait que le testament, n'avait aucune, dans la mesure où le roi avait déjà décidé qu'à la mort du de Cubello le marquisat d'Oristano et le comté Goceano seraient incorporé à la Couronne d'Aragon. Le premier incident intervient  le 14 avril 1470 dans les environs d'Uras, Alagon s'impose et Carroz doit se retirer à  Cagliari.
En 1474, par le traité de paix d'Urgell, le roi Jean II d'Aragon (dit le Grand) , reconnaît à Leonardo Alagon ses droits à la succession mais la conduite provocatrice de Carroz rallume la guerre. Le vice-roi n'ose pas affronter ouvertement son rival, il se rend à Barcelone et convainc le souverain d'intervenir contre le marquis qui est accusé de crime de lèse majesté et de félonie et en conséquence, la confiscation du fief est prononcée assortie de la peine de mort. Par son décret de 1477 le roi étend la condamnation à toute la famille d'Alagon.
Le conflit s'étend alors à toute la partie septentrionale de l'île où Alagon se voit promettre l'aide de la république de Genes et du duc de Milan, qui ne se concrétise janmais. Pendant ce temps Carroz reçoit en renfort des troupes bien armées de Sicile et du royaume de Naples.

### La bataille de Macomer
Le 19 mai 1478 l'armée d'Oristano est définitivement vaincue lors de la bataille de Macomer. Leonardo, avant la débâcle abandonne le champ de bataille avec ses frères, ses fils et le vicomte de Sanluri et ils se réfugient à  Bosa où ils s'embarquent sur un navire et tentent de rejoindre la Corse. À la suite d'une trahison le navire est détournée vers la Sicile où ils sont arrêtés par l'amiral Villamarin qui les livre au vice-roi de Sicile, qui les conduit à Barcelone.

## Emprisonnement et mort du marquis

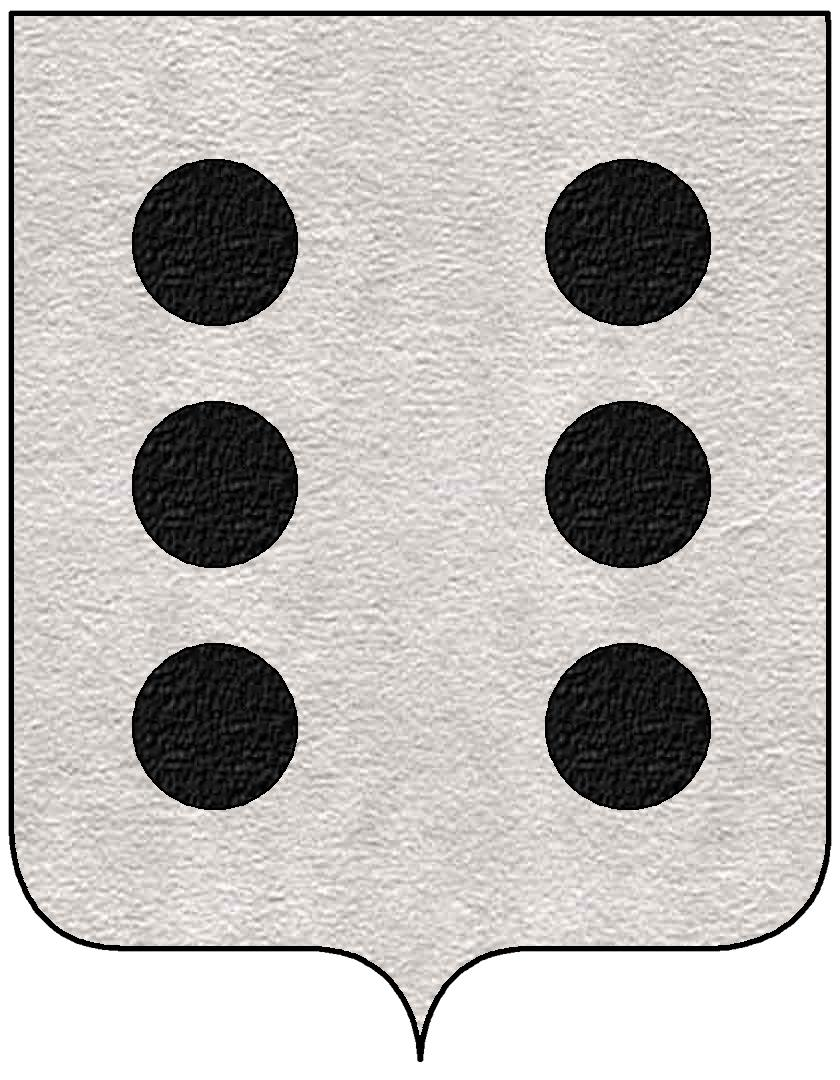
Armoiries des Alagon

Les prisonniers sont ensuite incarcérés au château de Xàtiva dans la province de Valence, où Leonardo et Giovanni de Sena, viconte di Sanluri, meurent en 1494. D'après le chroniqueur Pietro Carboni, leur mort est causée par leur affliction et une profonde douleur morale causée par les tristes événements vécus: ils sont inhumés dans le cimetière souterrain du Château de Xàtiva. Les parents du marquis sont par contre libérés par ordre du roi mais il leur est interdit de retourner en  Sardaigne. À partir de 1481 le marquisat d'Oristano devient un domaine de la Couronne et est administré par des fonctionnaires royaux.
Un des fils de Leonardo, Salvatore, réussit néanmoins à revenir dans l'île, lorsqu'il épouse Isabella Bejora Sivilleri, et accède au rang de comte de Villasor: ses descendants obtiennent le titre de marquis. La maison forteresse des  Alagon est toujours le monument le plus intéressant de Villasor. La descendance du frère de Leonardo, Francesco, se poursuit pendant de nombreuses générations.
Les armoiries des Alagon s'établissent ainsi: « d'or et d'argent a six palles de noir » le marquis Leonardo y avait ajouté « l'arbre vert déraciné » du Judicat d'Arborée. La défaite du marquis Leonardo est considérée comme l'échec définitif de l'ultime tentative d'établir en Sardaigne un État indépendant. La succession revendiquée par Alagon représentait un élément de la continuité du Judicat d'Arborée ce qui était inacceptable pour la couronne d'Aragon. Selon le chroniqueur catalan Geronimo Zurita, le roi aragonais n'a pas approuvé qu'à la mort de Salvatore Cubello, sans héritier direct, que son petit-fils lui succède et ce dernier est donc le responsable de la guerre qui a éclaté et de sa défaite subséquente. Le titre de marquis d'Oristano fut porté à la suite du roi d'Aragon, par les souverains d'Espagne, les rois de Sardaigne (1720-1861) et enfin les rois d'Italie (1861-1946).